# Ray Wetzel

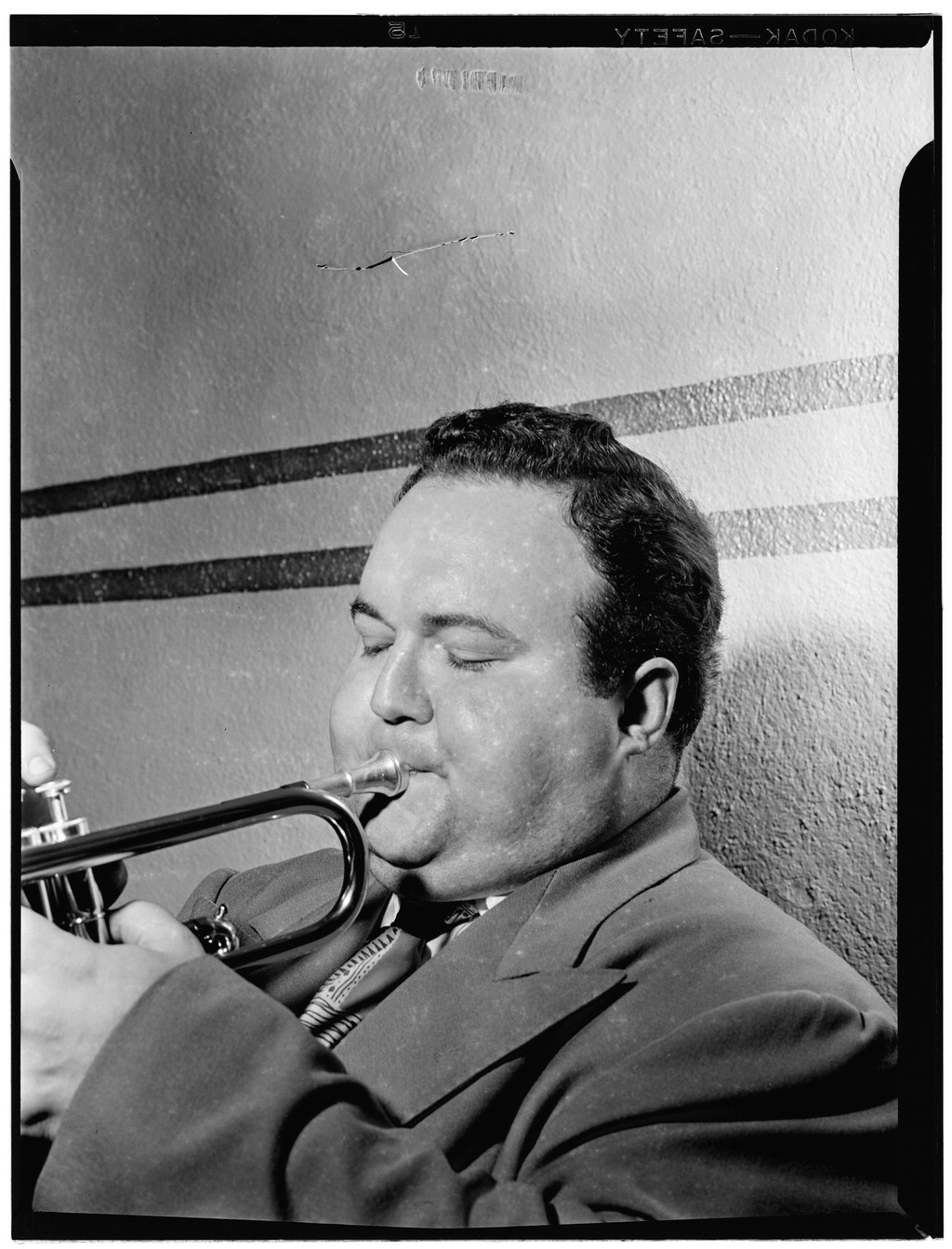
Ray Wetzel, circa 1947 (foto William Gottlieb)

Ray Wetzel (Parkersburg, 22 september 1924 - Sedgwick, 17 augustus 1951) was een Amerikaanse trompettist en arrangeur in de swing en moderne jazz.
Wetzel speelde eerste trompet bij Woody Herman (1943-1945) en Stan Kenton (1945-1948 en 1951, ook als arrangeur). In 1949 werkte hij bij Charlie Barnet, waar hij speelde naast onder meer Maynard Ferguson, Doc Severinsen en Rolf Ericson. In datzelfde jaar trouwde hij met de bassiste Bonnie Addleman. Rond 1950 speelde hij met zijn vrouw in het orkest van Tommy Dorsey. Hij kwam om het leven bij een auto-ongeluk tijdens een tournee met Dorsey.
Wetzel heeft geen platen als leider opgenomen, maar hij speelde mee bij opnames van onder meer Kenton, Dorsey, Woody Herman, Paul Whiteman, Ben Webster en de Metronome All-Stars met Charlie Parker.
- Biblioteca Nacional de España: XX5089531
- Bibliothèque nationale de France: cb14038009c (data)
- Gemeinsame Normdatei: 1167192575
- International Standard Name Identifier: 0000 0001 2020 7525
- Library of Congress Control Number: no94006297
- MusicBrainz: 3f63a213-50db-4a76-900a-b75690dba3ab
- SNAC: w6876c5s
- Système universitaire de documentation: 249992787
- Trove: 1532852
- Virtual International Authority File: 10048801
- WorldCat: E39PBJjt8h4vrtwMyxV9tTTmBP